# Nachal Chatrurim
Nachal Chatrurim (hebrejsky נחל חתרורים) je vádí v jižním Izraeli, na pomezí severovýchodního okraje Negevské pouště a Judské pouště.
Začíná v nadmořské výšce necelých 400 metrů v kopcovité pouštní krajině, cca 7 kilometrů jihovýchodně od města Arad. Poté vstupuje do nevelké planiny, ve které zprava ústí do vádí Nachal Je'elim, které jeho vody odvádí do Mrtvého moře.